# Cicer subaphyllum
Cicer subaphyllum är en ärtväxtart som beskrevs av Pierre Edmond Boissier. Cicer subaphyllum ingår i släktet kikärter, och familjen ärtväxter. Inga underarter finns listade i Catalogue of Life.